# Honoré Louit
Honoré Édouard Philippe Louit (ur. 16 stycznia 1900 w Caudéran, zm. 29 kwietnia 1981 w La Teste-de-Buch) – francuski żeglarz, olimpijczyk.
Na regatach rozegranych podczas Letnich Igrzysk Olimpijskich 1924 wystąpił w klasie 6 metrów zajmując 5 pozycję. Załogę jachtu Sandra tworzyli również Guy Herpin i Edmond Moussié.